# Aphanius
Genre
Aphanius est un genre de poisson d'eau douce et saumâtre appartenant a la famille des Cyprinodontidae et l'ordre des Cyprinodontiformes

## Liste des espèces
Selon FishBase (31 juillet 2017) :
- Aphanius almiriensis Kottelat, Barbieri & Stoumboudi, 2007
- Aphanius anatoliae (Leidenfrost, 1912)
- Aphanius apodus (Gervais, 1853)
- Aphanius arakensis Teimori, Esmaeili, Gholami, Zarei & Reichenbacher, 2012
- Aphanius asquamatus (Sözer, 1942)
- Aphanius baeticus Doadrio, Carmona & Fernández-Delgado, 2002
- Aphanius burdurensis (Ermin, 1946)
- Aphanius chantrei (Gaillard, 1895)
- Aphanius danfordii (Boulenger, 1890)
- Aphanius darabensis Esmaeili, Teimori, Gholami & Reichenbacher, 2014
- Aphanius desioi (Gianferrari, 1933)
- Aphanius dispar (Rüppell, 1829)
- Aphanius farsicus Teimori, Esmaeili & Reichenbacher, 2011
- Aphanius fasciatus (Valenciennes, 1821)
- Aphanius furcatus Teimori, Esmaeili, Erpenbeck & Reichenbacher, 2014
- Aphanius ginaonis (Holly, 1929)
- Aphanius iberus (Valenciennes, 1846)
- Aphanius isfahanensis Hrbek, Keivany & Coad, 2006
- Aphanius kavirensis Esmaeili, Teimori, Gholami & Reichenbacher, 2014
- Aphanius marassantensis Pfleiderer, Geiger & Herder, 2014
- Aphanius mento (Heckel, 1843)
- Aphanius mesopotamicus (Coad, 2009)
- Aphanius pluristriatus (Jenkins, 1910)
- Aphanius punctatus (Heckel, 1847)
- Aphanius saourensis Blanco, Hrbek & Doadrio, 2006
- Aphanius shirini Gholami, Esmaeili, Erpenbeck & Reichenbacher, 2014
- Aphanius sirhani Villwock, Scholl & Krupp, 1983
- Aphanius sophiae (Heckel, 1847)
- Aphanius splendens (Kosswig & Sözer, 1945)
- Aphanius stiassnyae (Getahun & Lazara, 2001)
- Aphanius sureyanus (Neu, 1937)
- Aphanius transgrediens (Ermin, 1946)
- Aphanius villwocki Hrbek & Wildekamp, 2003
- Aphanius vladykovi (Coad, 1988)